# Marcellinus Primanto Hendrasmoro

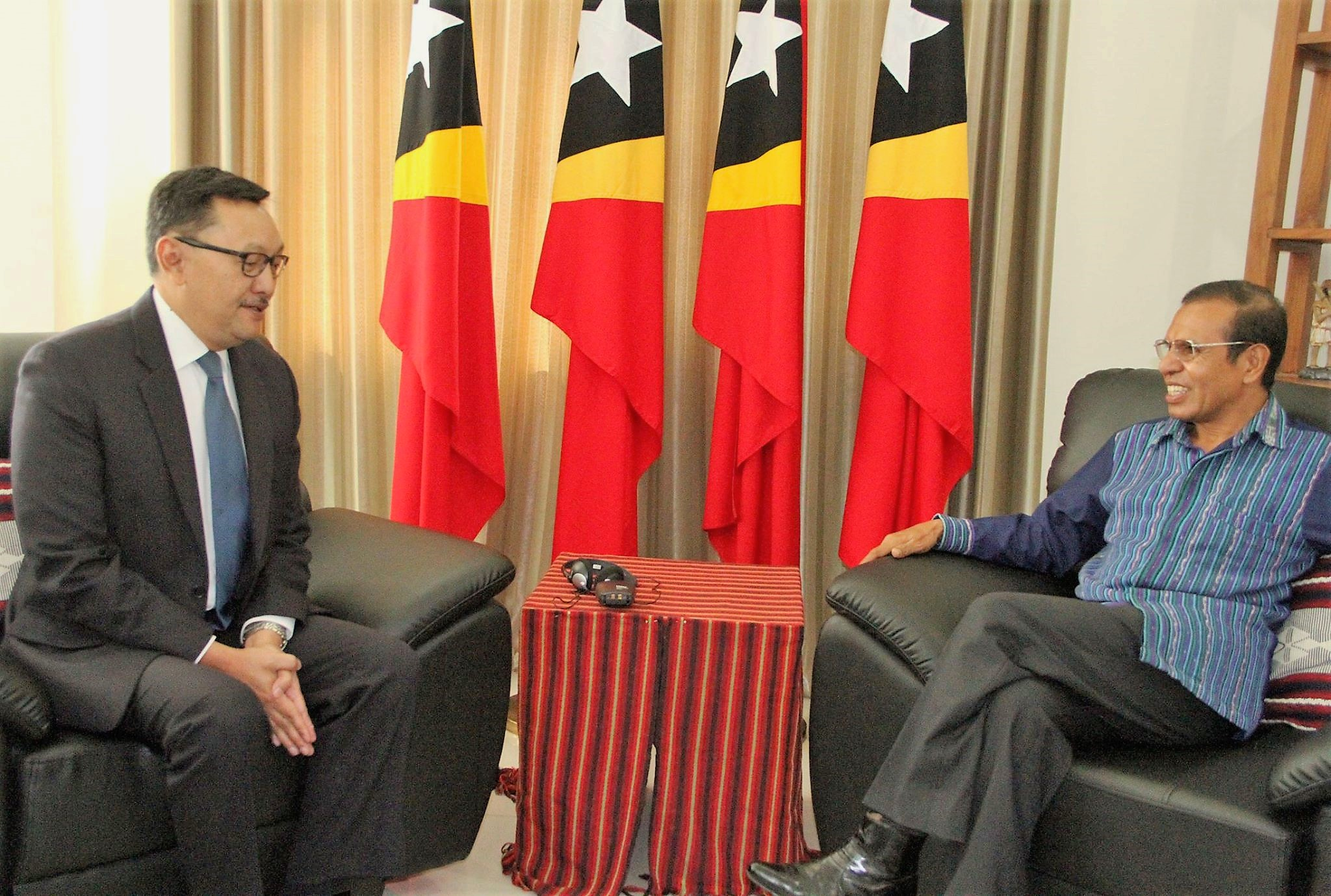
Marcellinus Primanto Hendrasmoro und Taur Matan Ruak (2016)

Marcellinus Primanto Hendrasmoro ist ein indonesischer Diplomat.
1998 war Hendrasmoro Erster Sekretär der Ständigen Vertretung Indonesiens bei den Vereinten Nationen in Genf.
Am 3. September 2012 wurde Hendrasmoro von Indonesiens Präsident Susilo Bambang Yudhoyono zum Botschafter in Osttimor ernannt. Am 26. September 2012 erfolgte die Akkreditierung bei Osttimors Präsident Taur Matan Ruak.
Am 15. Juli 2016 wurde Hendrasmoro von Taur Matan Ruak wieder verabschiedet. Am 3. Januar 2017 wurde Hendrasmoro zum Sekretär der Generalinspektion im indonesischen Außenministerium vereidigt. Nachfolger als Botschafter in Osttimor wurde Sahat Sitorus.
Hendrasmoro ist verheiratet mit Peni Windarti Hendrasmoro.